# レオナルド・フィボナッチ

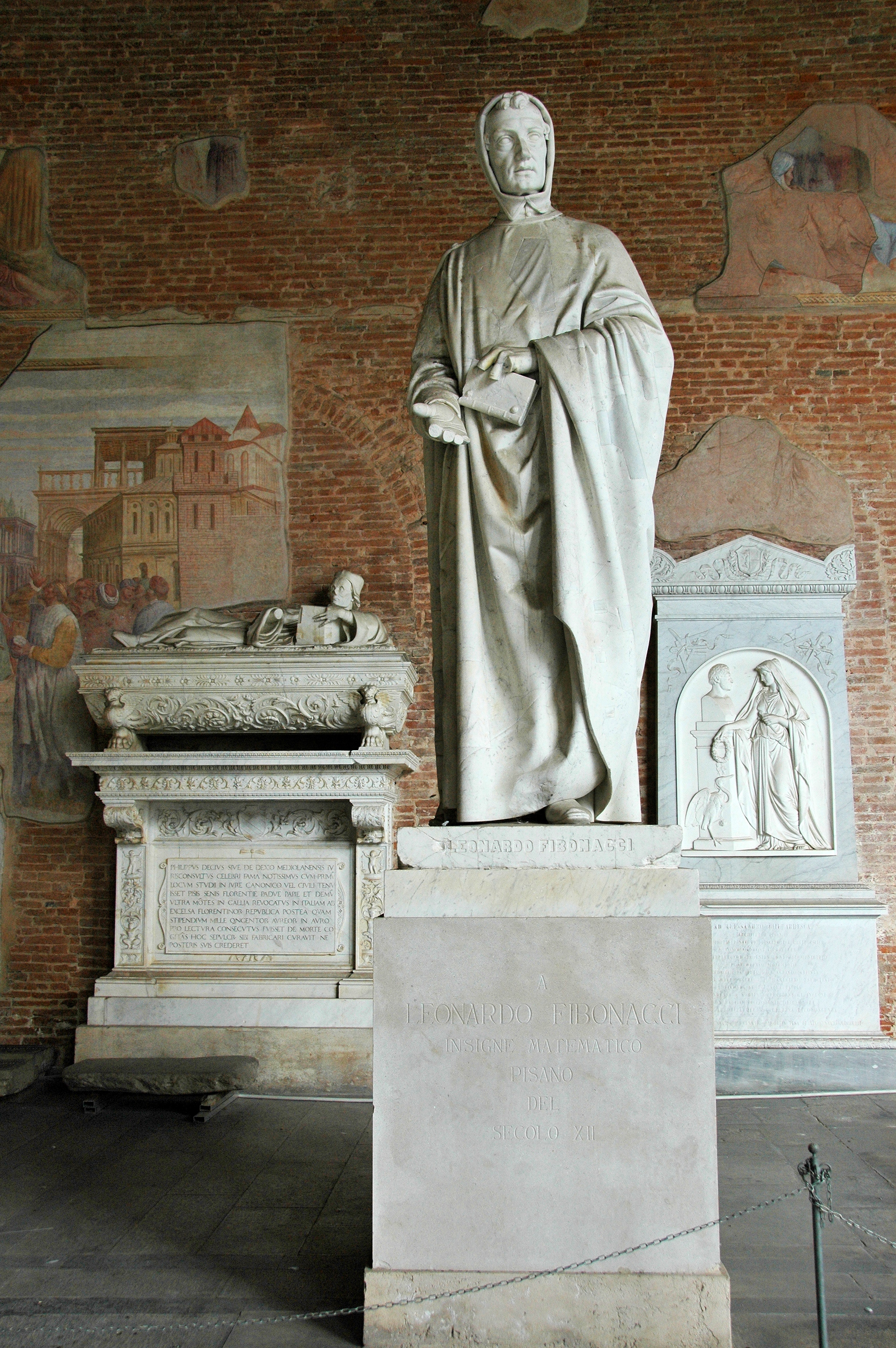
ドゥオモ広場にあるフィボナッチの像

レオナルド＝フィボナッチ（Leonardo Fibonacci, Leonardo Pisano, 1170年頃 - 1250年頃）は、中世で最も才能があったと評価されるイタリアの数学者である。本名はレオナルド・ダ・ピサ（ピサのレオナルド）という。フィボナッチは「ボナッチの息子」を意味する愛称だが、19世紀の数学史家リブリが誤って作った名前でもある。ピサーノ（Pisano）はピサ人という意味である。
フィボナッチは、近代では主に次の業績で知られている。
- 13世紀初頭に、『算盤の書』の出版を通じてアラビア数学のシステムをヨーロッパに導入した。
- 自身で発見したわけではないが、『算盤の書』の中で例として紹介したことで、「フィボナッチ数列」に名前を残した[5]。

## 伝記
レオナルドはイタリアのピサで商人の子として生まれた。父親のグリエルモ（Guglielmo）はイタリア語で「単純」という意味のボナッチョ（Bonaccio）というニックネームを持っていた。母親のアレッサンドラ（Alessandra）はレオナルドが9歳の時に亡くなっていた。レオナルドは、「Bonaccioの息子 (filius Bonacci)」という意味のFibonacciという諡を贈られた。
グリエルモは貿易商人の職を求めてムワッヒド朝（現：アルジェリア）のベジャイアに移住した。まだ少年だったレオナルドも父親を助けるために現地に赴き、そこでアラビア数学を学んだ。
レオナルドはアラビア数字の体系がローマ数字よりも単純でより効率的なことに気づき、当時のアラブの数学者の下で学ぶため、エジプト、シリア、ギリシア等を旅行した。1200年頃には帰国し、32歳になった1202年に、彼は自身の学んだことを「算盤の書 (Liber Abaci)」にまとめ、ヨーロッパで出版した。
レオナルドは、科学と数学を好んだ神聖ローマ皇帝フリードリヒ2世に気に入られ、しばしば宮殿に呼ばれた。1240年にはピサ共和国から表彰され、給料が贈られるようになった。死去した年ははっきりとは分かっていないが、1240年から1250年ごろにかけて、ピサ市の近くにて亡くなったと考えられている。
19世紀には、ピサにフィボナッチの像が完成した。今日でも、世界遺産となっているピサのドゥオモ広場の西ギャラリーで見ることができる。

## 算盤の書
1202年に出版された『算盤の書』の中で、フィボナッチは「インドの方法」(modus Indorum) としてアラビア数字を紹介した。この中では0から9の数字と位取り記数法が使われている。この本の中では位取り記数法の利点を、格子乗算とエジプト式除算を使い、簿記、単位の変換、利子の計算などへの応用を例にとって説明している。この本はヨーロッパの知識層へ広く受け入れられ、ヨーロッパ人の考え方そのものに大きな影響を及ぼした。
この本の中ではまた、「ウサギの出生率に関する数学的解法」などの諸問題に対する解答も記している。この解答で使用された数列が後にフィボナッチ数列として知られるようになる数列である。この数列は、インドの数学者の間では6世紀頃から知られていたが、西洋に初めて紹介したのはフィボナッチの書いた『算盤の書』である。
『算盤の書』は次の15章からなる。
1. インド・アラビア数字の読み方と書き方
2. 整数の乗法
3. 整数の加法
4. 整数の減法
5. 整数の除法
6. 整数と分数の乗法
7. 分数と他の計算
8. 三数法、商品の相場
9. 両替
10. 合資算
11. 混合法
12. 問題解決
13. 仮定法
14. 平方根と立方根
15. 幾何学（測量を含む）と代数学

## フィボナッチ数列
第3項以降は自分自身が前2項の和に等しくなっている数列をフィボナッチ数列といい、具体的には
0, 1, 1, 2, 3, 5, 8, 13, 21, 34, 55, 89, 144, 233, …
となる。
また、隣接2項の比は黄金比（約 1 : 1.618 または約 0.618 : 1）に収束する。

## 近年の文化
- 1982年から1987年にロサンゼルスを中心に活躍したアート・ロックグループにThe Fibonaccisがいる。
- ダン・ブラウンのベストセラー『ダ・ヴィンチ・コード』で、船の鍵を解く暗号がフィボナッチ数だった。
- 1973年のテア・ベックマンの小説Crusade in Jeansでは、若き日のフィボナッチが主要登場人物の一人だった。しかし、2006年に映画化された際には省略された。
- 1998年のマシュー・ライリーの小説Ice Stationでは、ステルスの搭乗の暗号としてフィボナッチ数列が使われている。
- フィボナッチを記念して、1982年にラディスラフ・ブローチェクがクレチ天文台で発見した小惑星にフィボナッチ (6765 Fibonacci) の名がつけられた。

## 著書
- 『算板の書[11]』（Liber Abaci）、1202年、1228年改訂
  -  Fibonacci's Liber Abaci (Hardcover ed.). Springer-Verlag. (2002-09-10). p. 672. ISBN 0-387-95419-8
  -  Fibonacci's Liber Abaci (Paperback ed.). Springer-Verlag. (2003-11-11). p. 636. ISBN 0-387-40737-5
- 『幾何学の実際[11]』（De Practica Geometrie）、1223年
  -  Fibonacci's De Practica Geometrie (Hardcover ed.). Springer-Verlag. (2007-11-29). p. 448. ISBN 978-0-387-72930-5
  -  Fibonacci's De Practica Geometrie (Softcover reprint of hardcover 1st ed. 2008 edition ed.). Springer-Verlag. (2010-11-29). p. 448. ISBN 978-1-4419-2501-5
- 『精華[11]』（Flos）、1225年
- 『平方の書（英語版）[11]』（Liber quadratorum）、1225年
  -  The Book of Squares. Academic Press. (1987-02-11). p. 122. ISBN 0-12-643130-2
- Di minor guisa
- 『テオドルスへの手紙[11]』、1225年頃

## 全集
- 『フィボナッチ全集』（Scritti di Leonardo Pisano）、バルダッサーレ・ボンコンパーニ（英語版）編
  - Scritti di Leonardo Pisano, volume I, 1857 - インターネット・アーカイブ
  - Scritti di Leonardo Pisano, volume II, 1862 - インターネット・アーカイブ